# Resist (album de Within Temptation)
Pour les articles homonymes, voir Resist.
Albums de Within Temptation
Let Us Burn - Elements and Hydra Live in Concert
(2014) Bleed Out
(2023)
Singles
1. The Reckoning
Sortie : 14 septembre 2018
2. Raise Your Banner
Sortie : 16 novembre 2018
3. Firelight
Sortie : 23 novembre 2018
4. In Vain
Sortie : 11 janvier 2019

Resist est le septième album studio du groupe néerlandais de metal symphonique Within Temptation. Sa sortie, initialement prévue en décembre 2018, a finalement lieu le 1er février 2019 à cause de problèmes de production.

## Liste des pistes
| 1.    | The Reckoning (avec Jacoby Shaddix)    | 4:11 |
| 2.    | Endless War                            | 4:09 |
| 3.    | Raise Your Banner (avec Anders Fridén) | 5:34 |
| 4.    | Supernova                              | 5:34 |
| 5.    | Holy Ground                            | 4:10 |
| 6.    | In Vain                                | 4:25 |
| 7.    | Firelight (avec Jasper Steverlinck)    | 4:46 |
| 8.    | Mad World                              | 4:57 |
| 9.    | Mercy Mirror                           | 3:49 |
| 10.   | Trophy Hunter                          | 5:51 |
| 47:35 |                                        |      |

## Crédits
| - Sharon den Adel – chant - Ruud Jolie – guitare - Robert Westerholt – guitare - Stefan Helleblad – guitare - Martijn Spierenburg – clavier - Jeroen van Veen – basse - Mike Coolen – batterie | - Jacoby Shaddix – chant dans The Reckoning - Anders Fridén – chant dans Raise Your Banner - Jasper Steverlinck – chant dans Firelight | - Daniel Gibson – production |